# سنجاب پرنده غول‌پیکر قرمز
سنجاب پرنده غول‌پیکر قرمز (نام علمی: Petaurista petaurista) نام یک گونه از سرده سنجاب‌های بندباز است.